# Títulos da Associação Chapecoense de Futebol
Esta é uma relação de conquistas da Associação Chapecoense de Futebol no futebol, incluindo a categoria profissional, divisões de base e futebol feminino.

## Equipe principal
| HONRARIAS    | HONRARIAS                            | HONRARIAS | HONRARIAS                                 |
|              | Competição                           | Títulos   | Temporadas                                |
| ------------ | ------------------------------------ | --------- | ----------------------------------------- |
|              | Prêmio Laureus do Esporte Mundial    | 1         | 2018                                      |
| CONTINENTAIS |                                      |           |                                           |
|              | Competição                           | Títulos   | Temporadas                                |
|              | Copa Sul-Americana                   | 1         | 2016                                      |
| NACIONAIS    |                                      |           |                                           |
|              | Competição                           | Títulos   | Temporadas                                |
|              | Campeonato Brasileiro – Série B      | 1         | 2020                                      |
|              | Troféu João Saldanha                 | 1         | 2017                                      |
| ESTADUAIS    |                                      |           |                                           |
|              | Competição                           | Títulos   | Temporadas                                |
|              | Campeonato Catarinense               | 7         | 1977, 1996, 2007, 2011, 2016, 2017 e 2020 |
|              | Copa Santa Catarina                  | 1         | 2006                                      |
|              | Taça Santa Catarina                  | 2         | 1979 e 2014                               |
|              | Torneio Seletivo                     | 1         | 2002                                      |
|              | Taça Plínio Arlindo de Nês (Returno) | 1         | 1995                                      |
|              | Taça Sandro Luiz Pallaoro (Returno)  | 1         | 2017                                      |
| AMISTOSOS    |                                      |           |                                           |
|              | Competição                           | Títulos   | Temporadas                                |
|              | Copa da Paz Internacional            | 1         | 2005                                      |
|              | Torneio da Cidade de São Gabriel     | 1         | 2005                                      |

### Campanhas de destaque
| Associação Chapecoense de Futebol | Associação Chapecoense de Futebol | Associação Chapecoense de Futebol | Associação Chapecoense de Futebol | Associação Chapecoense de Futebol |
| Competição                        | Campeão                           | Vice-campeão                      | Terceiro colocado                 | Quarto colocado                   |
| --------------------------------- | --------------------------------- | --------------------------------- | --------------------------------- | --------------------------------- |
| Copa Sul-Americana                | 1 (2016)                          | Não possui                        | Não possui                        | Não possui                        |
| Recopa Sul-Americana              | Não possui                        | 1 (2017)                          | Não possui                        | Não possui                        |
| Copa Suruga Bank                  | Não possui                        | 1 (2017)                          | Não possui                        | Não possui                        |
| Copa do Brasil                    | Não possui                        | Não possui                        | Não possui                        | Não possui                        |
| Campeonato Brasileiro – Série B   | 1 (2020)                          | 1 (2013)                          | Não possui                        | Não possui                        |
| Campeonato Brasileiro – Série C   | Não possui                        | Não possui                        | 1 (2012)                          | Não possui                        |
| Campeonato Brasileiro – Série D   | Não possui                        | Não possui                        | 1 (2009)                          | Não possui                        |
| Campeonato Catarinense            | 7 (último em 2020)                | 8 (último em 2021)                | 6 (último em 2015)                | 2 (1979 e 1994)                   |

## Categorias de base
| ESTADUAIS | ESTADUAIS                                  | ESTADUAIS | ESTADUAIS   |
|           | Competição                                 | Títulos   | Temporadas  |
| --------- | ------------------------------------------ | --------- | ----------- |
|           | Campeonato Catarinense de Futebol Júnior   | 2         | 2016 e 2018 |
|           | Campeonato Catarinense de Futebol Juvenil  | 1         | 2015        |
|           | Campeonato Catarinense de Futebol Infantil | 1         | 2018        |
| AMISTOSOS |                                            |           |             |
|           | Competição                                 | Títulos   | Temporadas  |
| França    | Golden League Sub-17                       | 1         | 2016        |
| Brasil    | Copa Maravilha Sub-15                      | 1         | 2016        |

Campanhas de destaque da base
- Copa São Paulo de Futebol Júnior: Quartas de final (2017)
- Copa do Brasil de Futebol Sub-20: Quartas de final (2016), Oitavas de final (2018)
- Copa do Brasil de Futebol Sub-17: Quartas de final (2016)
- Campeonato Catarinense de Futebol Júnior: Vice-campeão (1988, 1995, 2015, 2017 e 2019)
- Campeonato Catarinense de Futebol Infantil: Vice-campeão (2014, 2016 e 2019)

## Futebol feminino
| ESTADUAIS | ESTADUAIS                              | ESTADUAIS | ESTADUAIS  |
|           | Competição                             | Títulos   | Temporadas |
| --------- | -------------------------------------- | --------- | ---------- |
|           | Campeonato Catarinense Feminino Sub-17 | 1         | 2019       |

## Galeria de imagens

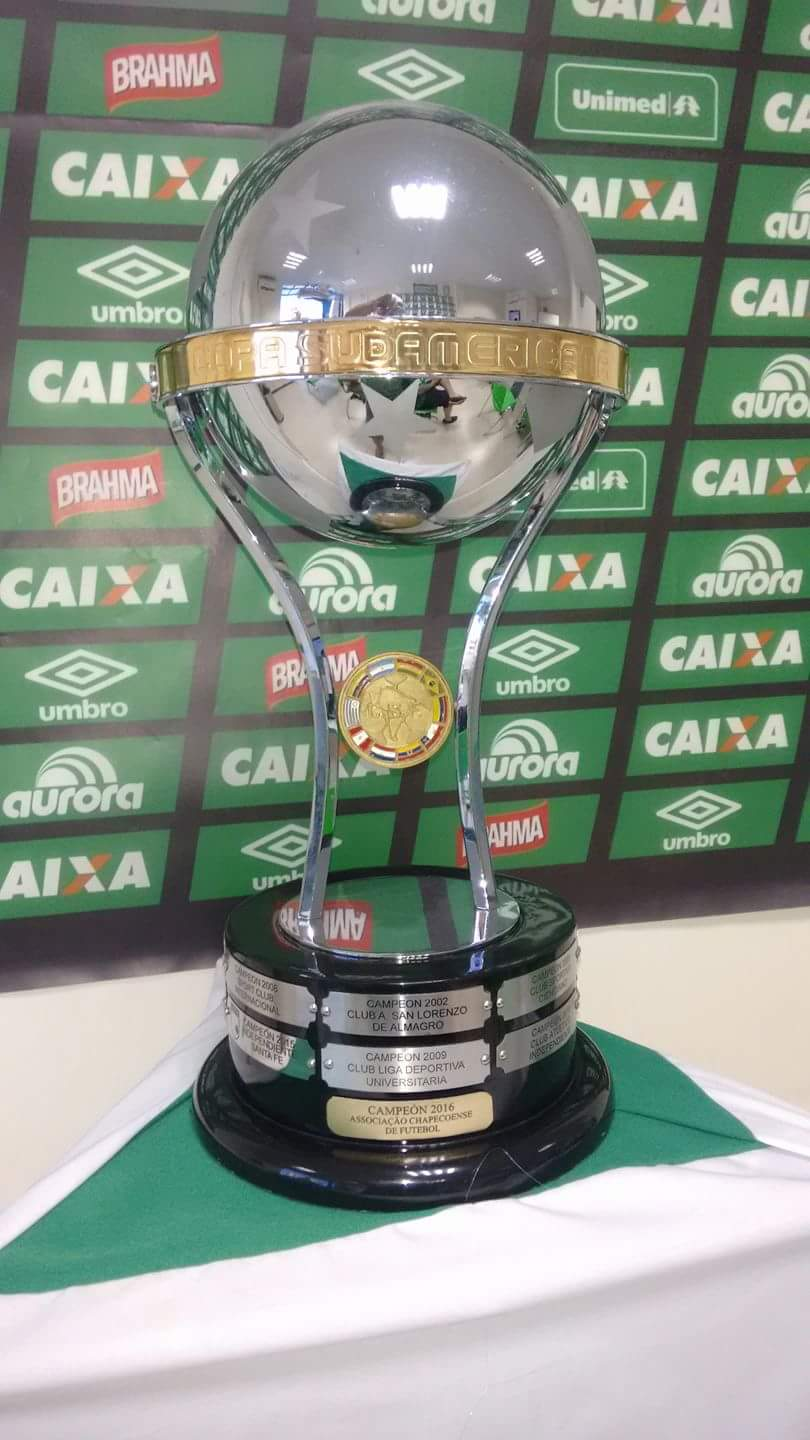
Taça da Copa Sul-Americana de 2016.
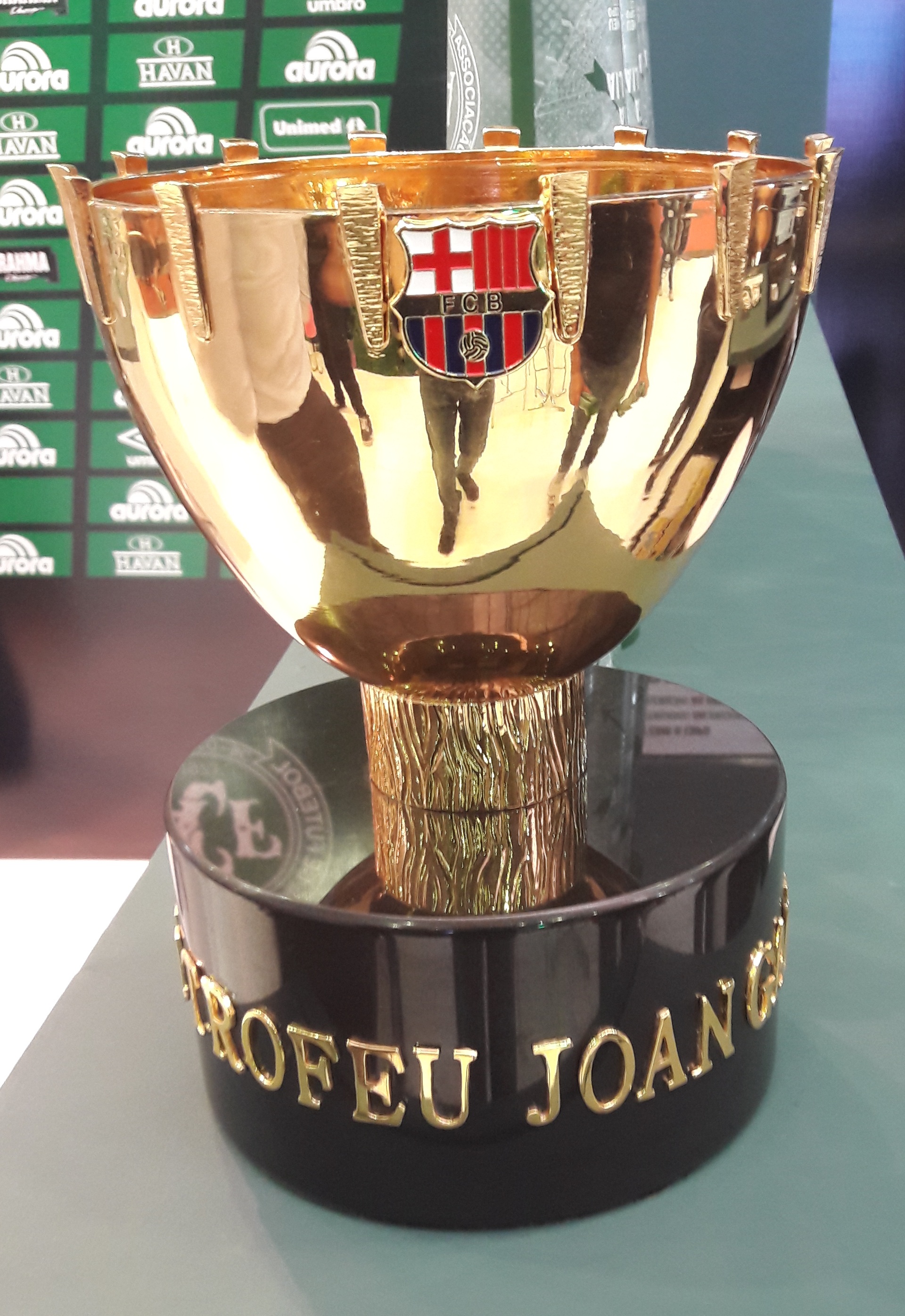
Taça de vice-campeão do Troféu Joan Gamper de 2017.